# 蔡毅德
蔡毅德（？—），男，汉族，中华人民共和国政治人物。现任中国能源化学地质工会主席、分党组书记。第十四届全国政协委员。